# Gina (film)
Gina è un film del 1975 diretto da Denys Arcand.

## Trama
Gina, una stripper, assoldando un criminale si vendica dello stupro subito tempo prima in una stanza di motel.